# Ansaldo
Ansaldo war ein italienischer Technologie- und Rüstungskonzern, der in den Bereichen Verkehrsmittel, Wehrtechnik, Energietechnik und Stahlindustrie tätig war. Das Unternehmen wurde im Jahre 1853 unter dem Namen Gio. Ansaldo & C. als Kommanditgesellschaft gegründet und hatte seinen Firmensitz in Genua im Stadtteil Sampierdarena. Das Unternehmen verlor 1948 seine Selbständigkeit und wurde 1993 vollständig in Finmeccanica (heute Leonardo S.p.A.) integriert.

## Geschichte

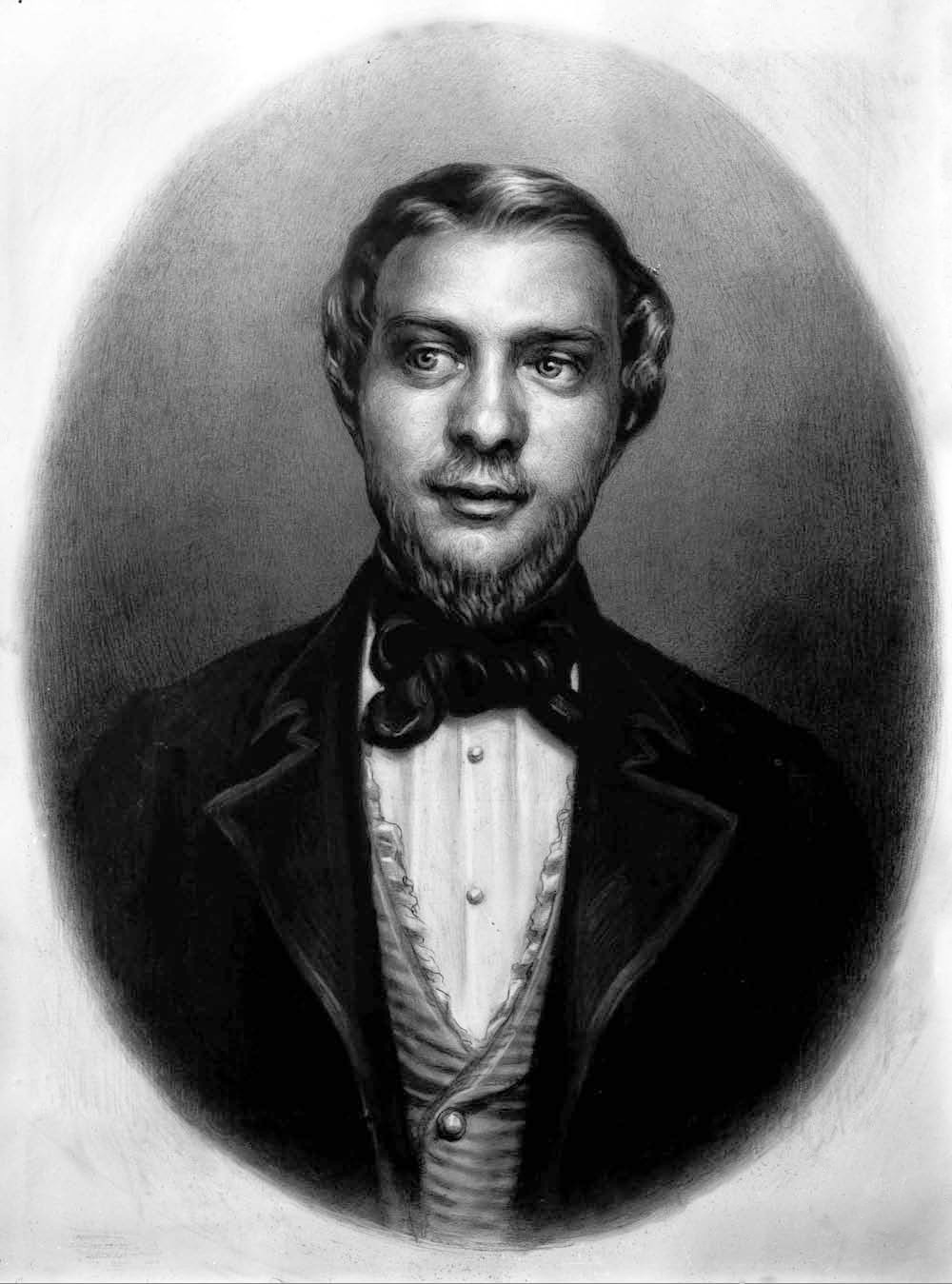
Giovanni Ansaldo, 1853

Ansaldo wurde vom Genuesischen Ingenieur Giovanni Ansaldo gegründet, an dem auch der Bankier Carlo Bombrini, der Reeder Raffaele Rubattino und der Unternehmer Giacomo Filippo Penco beteiligt waren. Das Unternehmen übernahm die Konkursmasse des 1846 durch den Turiner Geschäftsmann Fortunato Prandi zusammen mit dem britischen Ingenieur Philip Taylor geschaffene Unternehmen Taylor & Prandi, welches 1852 zahlungsunfähig wurde. Ansaldo entstand wie bereits das Vorgängerunternehmen aus dem Interesse der savoyische Regierung, eine eigene Industrie für den Bau von Dampflokomotiven und Eisenbahnwagen, sowie Dampfschiffen zu schaffen mit dem Ziel, von ausländischen Importen unabhängig zu werden.

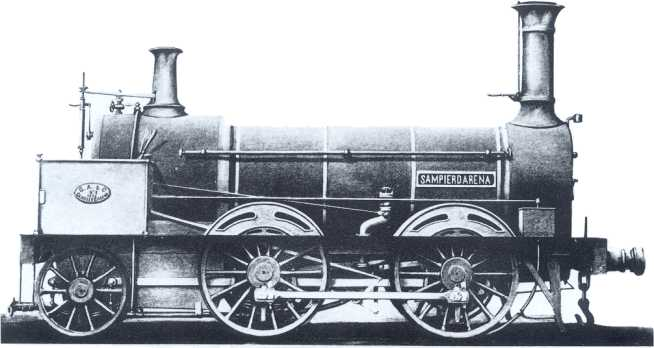
Dampflokomotive Sampierdarena

1854 verließ die Sampierdarena das Werk, die erste vollständig in Italien konstruierte Dampflokomotive und zugleich die erste im Königreich Sardinien gebaute Lok. Bis 1860 entstanden insgesamt 18 Lokomotiven, wovon 14 für den Einsatz in Norditalien und zwei für den Einsatz in Mittelitalien bestimmt waren. Sie waren gegenüber denjenigen aus dem Ausland gelieferten durchaus konkurrenzfähig weil die Lieferzeiten etwas kürzer waren und die Arbeitskräfte kostengünstiger waren. An der Landesausstellung in Florenz im Jahre 1861 präsentierte Ansaldo die leistungsfähigste stationäre Dampfmaschine der Ausstellung.
Mit der Einigung Italiens wurde der Wettbewerb im Eisenbahnmarkt größer. Nach einem 1863 verabschiedeten Gesetz erhielten die Officine di Pietrarsa in Neapel alle Aufträge für die süditalienischen Bahnen, so dass Ansaldo vom gesamten Markt im ehemaligen Königreich beider Sizilien ausgeschlossen war und sich deshalb der Fertigung von Kanonen und Verbrennungsmotoren für Schiffe zuwendete, die auf der Erfindung von Eugenio Barsanti basierten. In Genua wurde das Unternehmen mit einer Werft, einem Stahlwerk, einer Gießerei und einer Elektrowerkstatt erweitert.

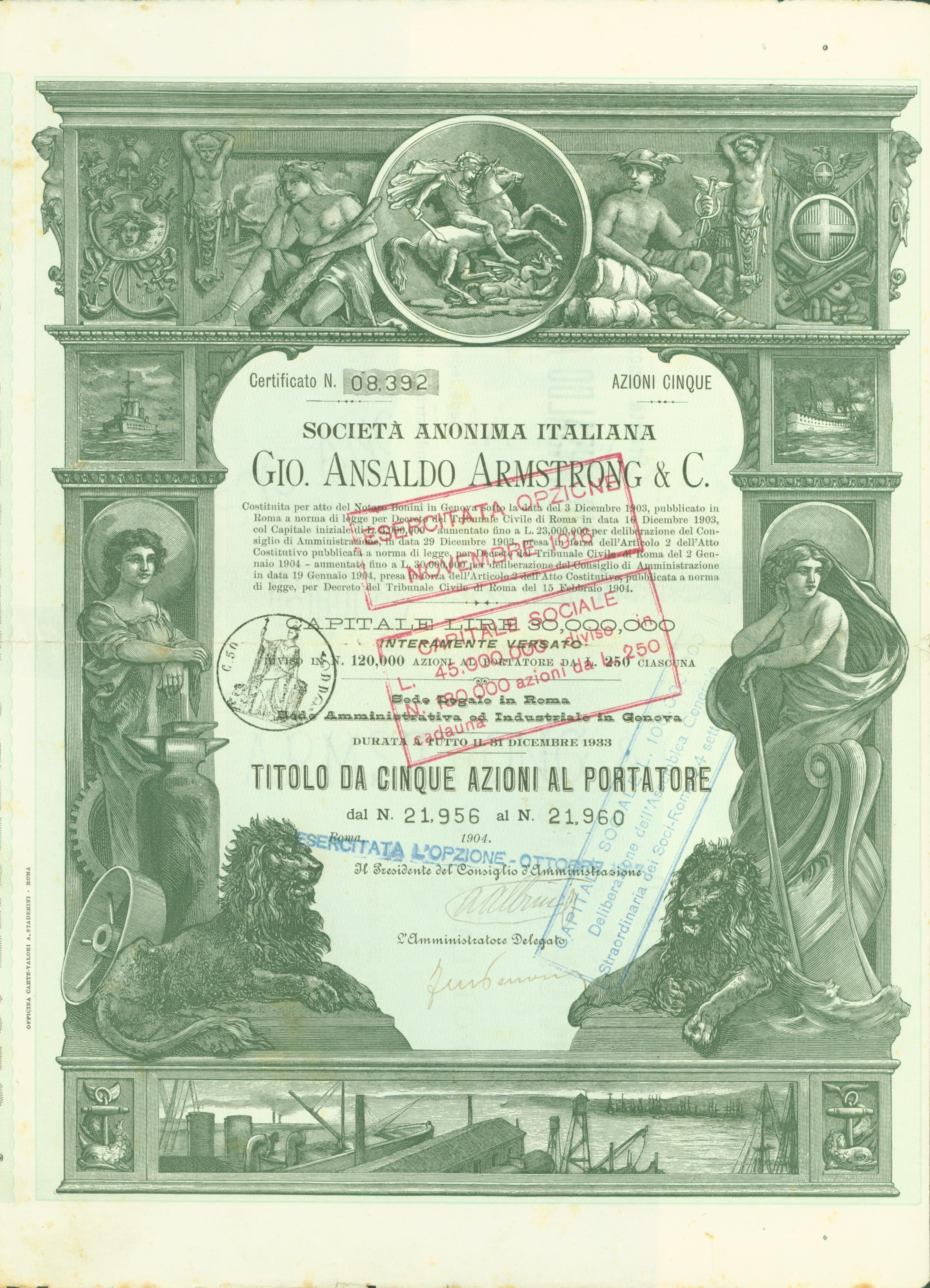
Aktie der Gio. Ansaldo Armstrong & C. von 1904

Durch die Zusammenarbeit mit der Firma W. G. Armstrong Whitworth and Co Ltd. änderte sich der Firmennamen von 1903 bis 1912 in Gio. Ansaldo Armstrong & C., danach wurde wieder der ursprüngliche Firmennamen Gio. Ansaldo & C. verwendet.
Während des Ersten Weltkriegs produzierte Ansaldo Artilleriegeschütze und Flugzeuge (SVA-Doppeldecker). Nach dem Krieg geriet das Unternehmen wegen des Wegfalls der kriegsbedingten Nachfrage in Schwierigkeiten. Die Banca d’Italia rettete das Unternehmen. Es konzentrierte sich für einige Zeit auf den Bau von Automobilen, insbesondere die Modelle der 4er Serie waren in den 1920er Jahren erfolgreich. Aus dem Engagement Ansaldos im Automobilsektor entwickelte sich später eine eigenständige Tochterfirma, die S.A. Ansaldo, die 1932 von O.M. übernommen wurde.
1932 übernahm die von Mussolini gegründete Staatsholding IRI das Unternehmen, das sich wieder auf den Bau von Rüstungsgütern konzentrierte. So stellte es unter anderem die Cannone da 75/46 modello 34 her.
Nach dem Zweiten Weltkrieg übernahm die damals nur als IRI-Finanzholding operierende Finmeccanica 1948 Ansaldo. Mit der Auflösung der Staatsholding IRI begann in den 1990er Jahren ein tiefgreifender Restrukturierungsprozess. Finmeccanica wurde zu einem operativen Technologiekonzern, der im Zug der Privatisierung seine Konzerntöchter und deren Geschäftsfelder umfassend rationalisierte. So wurde 1993 Ansaldo als eigenes Unternehmen aufgegeben.

### Unternehmen, die den NamenAnsaldobehielten
Im Finmeccanica-Konzern blieben die folgenden Unternehmen mit dem Namen Ansaldo erhalten:
- Ansaldo Energia – Unternehmen zur Planung und Bau von schlüsselfertigen Kraftwerken, Gasturbinen, Dampfturbinen und Generatoren mit Firmensitz in Genua.
- Ansaldo Ricerche – 1987 aus der Umorganisation der Forschungsabteilungen von Ansaldo und der Nucleare Italiana Reattori Avanzati (NIRA) entstandenes Unternehmen, das sich an verschiedenen nationalen und internationalen Forschungsprojekten der Energie- und Reaktortechnik beteiligte und an ITER beteiligt ist. 2009 in Ansaldo Energia als Tochtergesellschaft in Ansaldo Energia integriert.[2]
- Ansaldo Fuel Cells – im Jahre 2003 mit der Unterstützung von Iritech als Spin-off von Ansaldo Ricerche entstandenes Unternehmen, das sich mit Brennstoffzellen befasst. 2011 in Ansaldo Energia integriert.[3]
- Ansaldo Nucleare – 1989 aus Ansaldo Meccanico Nucleare und NIRA hervorgegangenes Unternehmen, das 1999 in Ansaldo Energia integriert wurde und 2005 zu einer 100 % Tochtergesellschaft von Ansaldo Energia wurde.[4] Der Firmensitz befindet sich in Genua, und betreibt Zweigstellen in Moskau, Bukarest und Morestel, Frankreich.[5]
- AnsaldoBreda – entstand 2001 aus der Fusion von Ansaldo Trasporti und Breda Costruzioni Ferroviarie. Der Firmensitz war in Neapel, weitere Werke befanden sich in Pistoia, Reggio Calabria und Palermo. Das Unternehmen wurde 2015 von Hitachi übernommen und firmiert nun als Hitachi Rail Italia.[6]
- Ansaldo STS – ist eine börsennotierte Aktiengesellschaft, die 2006 aus den beiden Ansaldo-Transporti-Tochtergesellschaften Ansaldo Signal (1996 gegründet) und Ansaldo Trasporti Sistemi Ferroviari (2001 gegründet). Das Unternehmen ist eine Holding für eine Gruppe von Unternehmen der Eisenbahnsignaltechnik und ist ein Generalunternehmer für Projekte des SPNVs.[7] 2015 übernahm Hitachi Rail Italy Investments die von Finmeccanica gehaltenen Aktien des Unternehmens, im Wert von 40 % der gesamten Aktienkapitals. Der Firmensitz des Unternehmens ist in Genua.
- Ansaldo Sistemi Industriali – das 2000 entstandene Unternehmen begann im selben Jahr mit Robicon aus den USA zusammenzuarbeiten, so dass es als ASIRobicon firmierte. 2005 war die Zusammenarbeit mit Robicon beendet, so dass das Unternehmen wieder unter seinem ursprünglichen Namen auftrat. 2012 wurde das Unternehmen von dem japanischen Elektromotoren-Hersteller Nidec erworben und firmiert fortan als Nidec ASI.[8] Das Unternehmen projektiert und baut elektrische Systeme, Automatisationen, Leistungselektronik, Motoren und Generatoren für den Industriebereich. Der Firmensitz befindet sich in Mailand.
- Ansaldo Caldaie – ist ein im Dampfkesselbau tätiges Unternehmen mit Geschäftssitz in Gallarate bei Varese und Produktionsstätte in Gioia del Colle bei Bari.

## Automobilbau

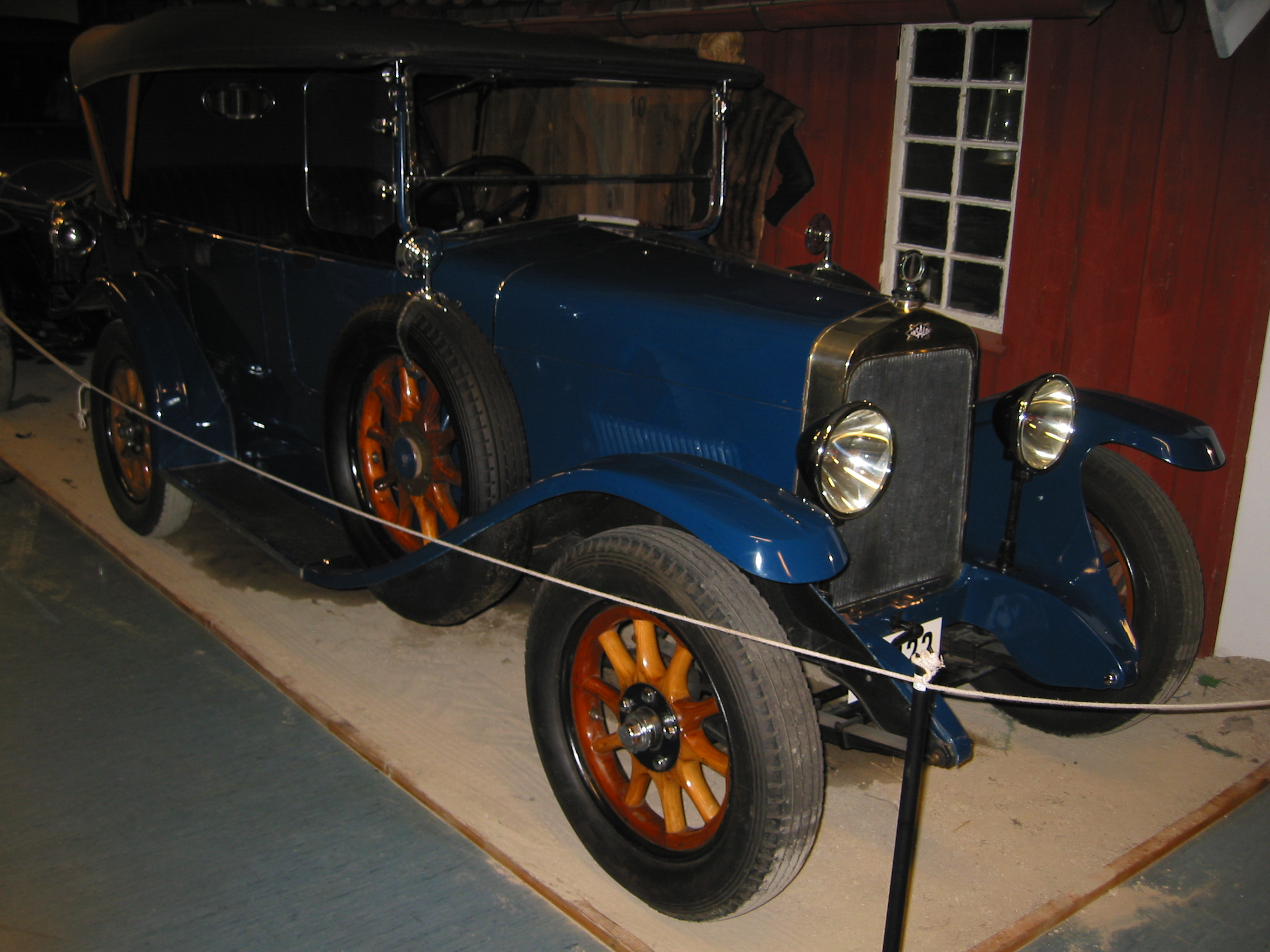
Ansaldo von 1922

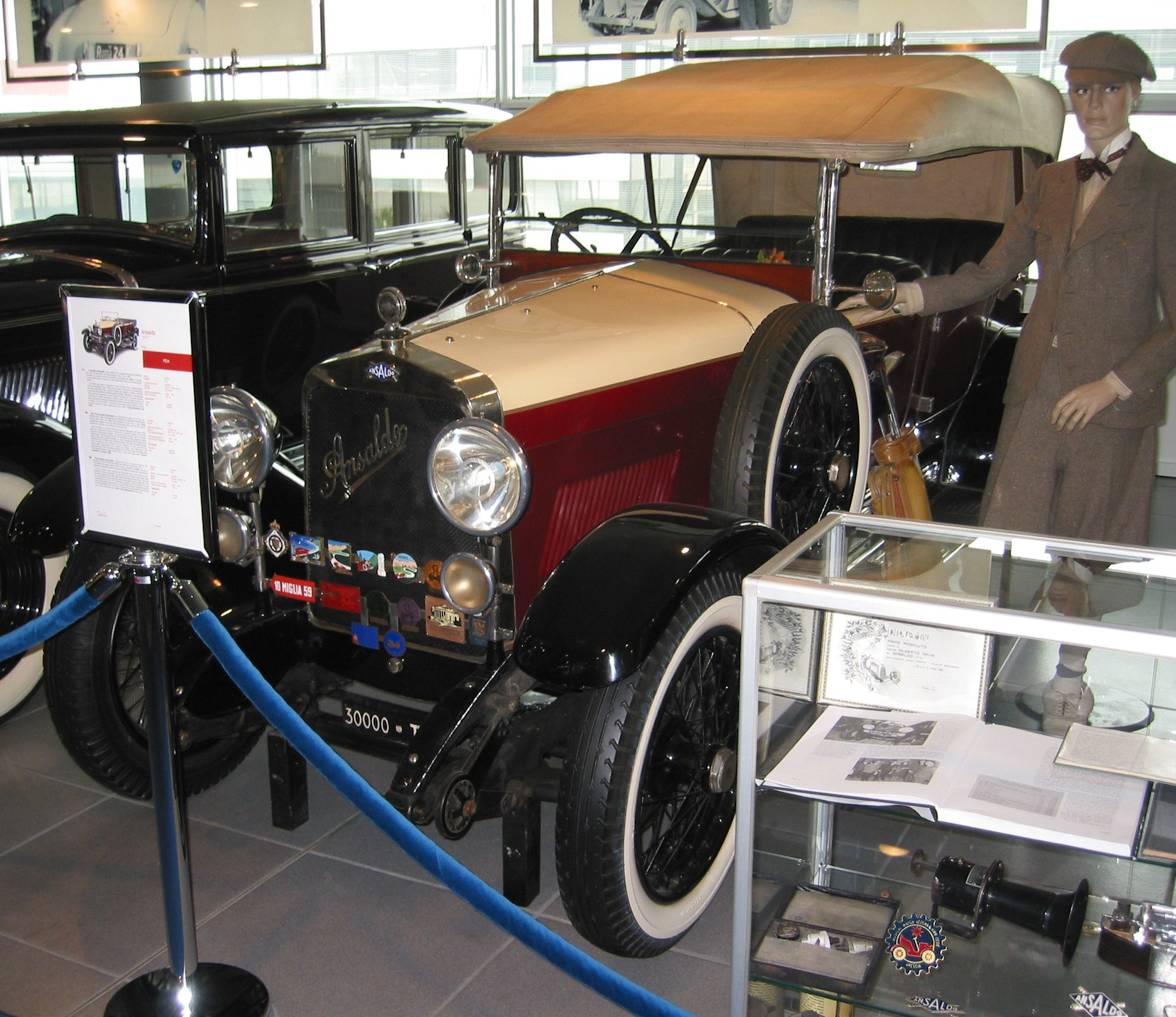
Ansaldo von 1924

Das erste Ansaldo-Automobil hieß Tipo 4A und hatte einen 1,8-Liter-Vierzylindermotor mit hängenden Ventilen. Das traf ebenso auf die Nachfolger Tipo 4B und Tipo 4C zu, die ab 1921 bzw. 1922 angeboten wurden. Ab 1922 folgte die Sportversion namens Tipo 4CS, die sogleich von vielen Rennfahrern benutzt wurde, um an den Wettbewerben teilzunehmen. Am 11. Juni 1922 wurde in Florenz die „Coppa della Consuma“ ausgetragen, ein 15 km langes Bergrennen, das Cesare Lotti auf einem Ansaldo in der 2-Liter-Klasse gewann (Gesamtsieger wurde der Conte Giulio Masetti auf Mercedes). In jenen Jahren beherrschte ohnehin nur die Klasse der „oberen Zehntausend“ die Rennkurse, denn es gab nur wenige Werksteams, die talentierten, aber armen Nachwuchsfahrern eine Chance gaben, wie zum Beispiel dem später berühmt gewordenen Tazio Nuvolari, der am Rennen in Garda 1922 im Gesamtklassement gegenüber der etablierten und viel stärkeren Konkurrenz den 2. Platz im Gesamtklassement auf Ansaldo erreichte. Von da an riss die Serie hervorragender Plätze bei Autorennen auf Ansaldo (und später auf Alfa Romeo) nicht mehr ab – doch Nuvolari feierte seinen ersten Grand-Prix-Sieg erst 1928.
Ebenfalls 1922 stellte die Marke mit den gekreuzten Kanonen im Logo das Modell 6A mit einem 2-Liter-Sechszylindermotor vor. Meist wurden von diesem Modell nur Chassis ausgeliefert, die dann von verschiedenen Karosseriebauunternehmen eingekleidet wurden. Doch es gab auch Werkskarosserien wie den 6-sitzigen Tourenwagen, der 1924 auch als 6AS mit einem stärkeren Motor lieferbar war und normalerweise mit Drahtspeichenrädern mit Zentralverschluss ausgestattet wurde. Diese Fahrzeuge, die einen sehr guten Ruf hatten, was Verarbeitung und Fahrverhalten anbelangte, erreichten 110 km/h, kosteten allerdings umgerechnet etwa 20.000 Mark (so viel wie ein Lancia Lambda) und fielen damit in die Klasse der teuren Luxuswagen. Ab 1925 gab es erneut Verbesserungen. Als Modelle Tipo 6BC mit 295 cm Radstand und Tipo 6 BN mit 320 cm Radstand entstanden wunderschöne Klassiker, die auf den Concorsi d´eleganza viele Trophäen gewannen.
Auch die Vierzylindermotor-Wagen wurden in der Zwischenzeit weiterentwickelt. Als Tipo 4D und Tipo 4F hatten sie mittlerweile verschiedene Radstände. Die letzte Version dieser äußerst robusten Fahrzeuge hörte auf die Bezeichnung Tipo 14. Zusätzlich entstand ein kleinerer Tipo 10 mit 1,5-Liter-Vierzylindermotor, der aber in der Ansaldo-Hierarchie kaum eine Chance hatte und als kleines Auto viel zu teuer war.
Ab 1927 erhielten die großen Sechszylinder ein 4-Gang-Getriebe und einen vergrößerten Motor mit nun 2,2 Litern Hubraum. Spitzenmodell war der Tipo 6 BS, der eine Höchstgeschwindigkeit von 120 km/h erreichte. Doch ein neuer Sechszylinder war bereits in Arbeit. 1929 erschien der Tipo 18 mit 2,8 Litern Hubraum und 70 PS (51 kW), hängenden Ventilen und vielen Details, die diese Fahrzeuge in die damalige automobile Oberklasse einordneten.
Für die Renn-Klientel konstruierte man bei Ansaldo inzwischen einige wenige Zwei-Liter-Vierzylindermotoren mit zwei obenliegenden Nockenwellen und zwei Vergasern. Am Chassis hatte man nach aufwendigen Tests deutlich Gewicht sparen können. Die Spitzengeschwindigkeit lag bei knapp 140 km/h. Rennfahrer wie Mario Borzacchini und Marchese Paolo Niccoletti setzten diesen Tipo 15GS recht erfolgreich in Langstreckenrennen ein – denn das war der Trumpf der Ansaldos: Die hervorragende Verarbeitung und die durchdachte Konstruktion machten diese Wagen sehr zuverlässig.
Das Spitzenmodell der Baureihe wurde 1929 dem Markt präsentiert, der Tipo 22. Schon lange hatte man bei Ansaldo an einem modernen Achtzylinder-Reihenmotor mit leicht schräg hängenden Ventilen und 90 PS (66 kW) gearbeitet, der sich durch eine seidenweiche Laufruhe auszeichnete. Die Spitzengeschwindigkeit einer voll ausgestatteten Limousine lag bei 140 km/h, für diese Zeit ein beeindruckender Wert. Industriemagnaten, Künstler, Adlige und sonstige Prominente entdeckten den Ansaldo Tipo 22. Er ließ sich sehr gut chauffieren, war eine sehr komfortable Reiselimousine und bot durch seine sehr gute Straßenlage auch bei höherer Geschwindigkeit die gewünschte Sicherheit. Ansaldo konnte sich rühmen, eine für damalige Zeiten recht leichtgängige und dabei doch exakte Lenkung entwickelt zu haben. Das 4-Gang-Getriebe war geräuschlos und mit dem Motorgehäuse verblockt.
So wurden auch einige Tipo-22-Chassis für prominente Kunden von Castagna (Milano) und Montescani (Turin) mit individuellen Sport-Karosserien versehen. Für einen Aktionär des Ansaldo-Konzerns wurde bei Viotti ein Rennwagen gebaut, der mit einer Stromlinien-Karosserie angeblich 160 km/h erreicht haben soll. Dieses Fahrzeug kam nie zum Renneinsatz und gilt heute als verschollen. Überhaupt haben nicht viele dieser großen Achtzylinder-Ansaldos die Zeit überstanden. Wie viele tatsächlich insgesamt gebaut wurden, ist nicht bekannt. Der Ausbruch der Weltwirtschaftskrise machte außerdem dem Höhenflug ein Ende. Im Mai 1931 wurde das Aktienkapital reduziert und die Ansaldo Automobilfabrik an die italienische Firma OM verkauft, die wiederum 1933 von FIAT übernommen wurde. Dennoch lief die Produktion der Sechs- und Achtzylinder-Chassis bis 1937 weiter. In äußerst geringen Stückzahlen verkaufte man die ab 1934 Tipo 33 (Sechszylinder) und Tipo 42 (Achtzylinder) genannten Fahrgestelle, um die noch vorhandenen Teile zu verwerten. Heraus kamen noch einmal oft sehr elegante Kreationen, denn jeder Kunde ließ sich sein Chassis bei einer Karosseriefabrik nach eigenen Wünschen karossieren.
Die durchdachten Konstruktionen mit hervorragender Technik und vor allem kultivierter Fahrsicherheit, gepaart mit der Möglichkeit zu hohen Dauergeschwindigkeiten, hatten die Ansaldos in den 1920er und 1930er Jahren im Fahrzeugbau bekannt gemacht.

### Modelle
| Ansaldo Typ     | Zyl. | Bohrung × Hub | Hubraum cm³ | kW/PS       | bei 1/min | Vent. | Gänge | max. km/h | Radstand cm        | Baujahre  |
| --------------- | ---- | ------------- | ----------- | ----------- | --------- | ----- | ----- | --------- | ------------------ | --------- |
| 4C, 4D, 4F      | 4    | 70 / 120      | 1846        | 26/35       | 3000      | OHC   | 3     | 90        | 275, 278, 300      | 1922–1928 |
| 4CS             | 4    | 72,5 / 120    | 1981        | 35/48       | 3000      | OHC   | 3     | 100–110   | 278                | 1922–1926 |
| 6A, 6AS         | 6    | 65 / 100      | 1991        | 33-40/45–55 | 3000      | OHC   | 3     | 90–110    | 295, 315           | 1923–1924 |
| 4H, HC          | 4    | 72,5 / 120    | 1981        | 28/38       | 3000      | OHC   | 3     | 90        | 278                | 1926–1929 |
| 6BC, 6BN        | 6    | 65 / 100      | 1991        | 33/45       | 3000      | OHC   | 3     | 100–110   | 300, 325           | 1925/1926 |
| 10              | 4    | 68 / 100      | 1453        | 24/32       | 3200      | OHC   | 3     | 90        | 278                | 1926–1929 |
| 6BC, 6BN, 6BS   | 6    | 68 / 100      | 2179        | 40/55       | 3500      | OHC   | 4     | 120       | 295, 300, 315, 325 | 1927/1928 |
| 14              | 4    | 70 / 120      | 1846        | 27/37       | 3500      | OHC   | 4     | 95        | 280                | 1928–1930 |
| 18              | 6    | 75 / 105      | 2780        | 49/67       | 3750      | OHV   | 4     | 110–115   | 295, 320           | 1929–1932 |
| 15              | 4    | 72,5 / 120    | 1981        | 29/40       | 3500      | OHC   | 4     | 95        | 305                | 1928/1929 |
| 15 GS Rennsport | 4    | 72,5 / 120    | 1981        | 44/60       | 4000      | 2OHC  | 4     | 120–130   | 280                | 1929/1930 |
| 22              | 8    | 75 / 100      | 3534        | 63/86       | 3500      | OHV   | 4     | 130       | 331                | 1929–1932 |
| 33              | 6    | 75 / 105      | 2780        | 51/70       |           | OHV   | 4     |           | 320                | 1934–1937 |
| 42              | 8    | 75 / 100      | 3534        |             |           | OHV   | 4     |           | 331                | 1934–1937 |

## Wehrtechnik
Im Rahmen der Entwicklungen für die Wehrtechnik wurde unter anderem die Obice da 210/22 modello 35, der Panzer P26/40 und die Flugzeuge Ansaldo A.1 Balilla sowie Ansaldo S.V.A. gefertigt.